# Olga Tokarczuk
Pour les articles homonymes, voir Tokarczuk.
Olga Tokarczuk (prononciation polonaise : /ˈɔlɡa tɔˈkart͡ʂuk/), née le 29 janvier 1962 à Sulechów (voïvodie de Lubusz) en Pologne, est une femme de lettres polonaise.
Elle obtient le prix Nobel de littérature 2018, décerné en 2019.

## Biographie
Sa famille est d'origine polonaise et ukrainienne, de la région de Ternopil. Une partie de sa famille fut victime des massacres de Polonais par l'Armée insurrectionnelle ukrainienne (UPA). Bien que revendiquant ses origines ukrainiennes, elle se dit hostile au nationalisme ukrainien de Stepan Bandera.
Olga Tokarczuk étudie la psychologie à l'université de Varsovie. Durant ses études, elle travaille, bénévolement, avec des personnes souffrant de troubles mentaux. Après avoir terminé ses études, elle devient psychothérapeute à Wałbrzych.
À partir de 1997, elle se consacre entièrement à l’écriture, se disant inspirée par William Blake. Elle contribue aussi à la revue littéraire Granta.
En 2015, elle reçoit des menaces de mort pour avoir dit à la télévision polonaise que l'idée d'une Pologne ouverte et tolérante n'était qu'un « mythe ».
Son roman, Sur les ossements des morts, est adapté pour le cinéma par la réalisatrice Agnieszka Holland sous le titre Spoor en 2017. Elle est également co-autrice du scénario. Œuvre iconoclaste qui se structure comme un polar autour de la mort d’animaux et d’hommes et comme une illustration de la marginalisation et de la différence. Le film reçoit le Prix Alfred-Bauer lors de la Berlinale 2017 et est sélectionné pour l'Oscar du meilleur film international en 2018.
Son roman, Les Livres de Jakób, raconte l'histoire de Jakób Frank, un chef religieux du XVIIIe siècle qui mène ses disciples à travers deux conversions forcées : vers l'Islam puis vers le catholicisme. Tombé dans l'oubli, Jakób Frank a vraiment existé, ainsi que la secte juive hérétique des frankistes. Pour suivre les livres hébreux, le roman est paginé à l'envers dans la version originale. Il a fallu dix ans de recherche à l'autrice pour écrire ce roman. Malgré les menaces liées à ses interventions à la télévision, le livre se vend à 170 000 exemplaires en Pologne et reçoit le Prix Nike 2015. Traduit en français en 2018, il est en cours de traduction en anglais, la sortie était prévue pour mars 2021.
Le 10 octobre 2019, elle reçoit le Prix Nobel de littérature 2018. Elle annonce la nouvelle sur les réseaux sociaux avec deux heures d'avance sur l'annonce officielle du Comité Nobel ce qui est normalement interdit. Parce que Tokarczuk est considérée comme « non patriote » par le gouvernement polonais d'alors, la chaîne publique d'information en continu TVP Info met plusieurs minutes à annoncer son nom, la désignant d'abord d'un simple « une Polonaise ». En effet, féministe, pro-européenne et défenseure des droits des minorités en Pologne, elle met à mal les idéaux conservateurs véhiculés par Droit et justice, le parti au pouvoir depuis 2015.
Le lendemain de l'annonce de son prix, la ville de Wrocław où elle réside rend les transports publics gratuits aux usagers ayant sur eux un livre d'Olga Tokarczuk.
Ses romans sont traduits en plus de 25 langues dont le catalan, l'hindi et le japonais. Elle est l'autrice polonaise la plus traduite hors de son pays.

## Œuvres

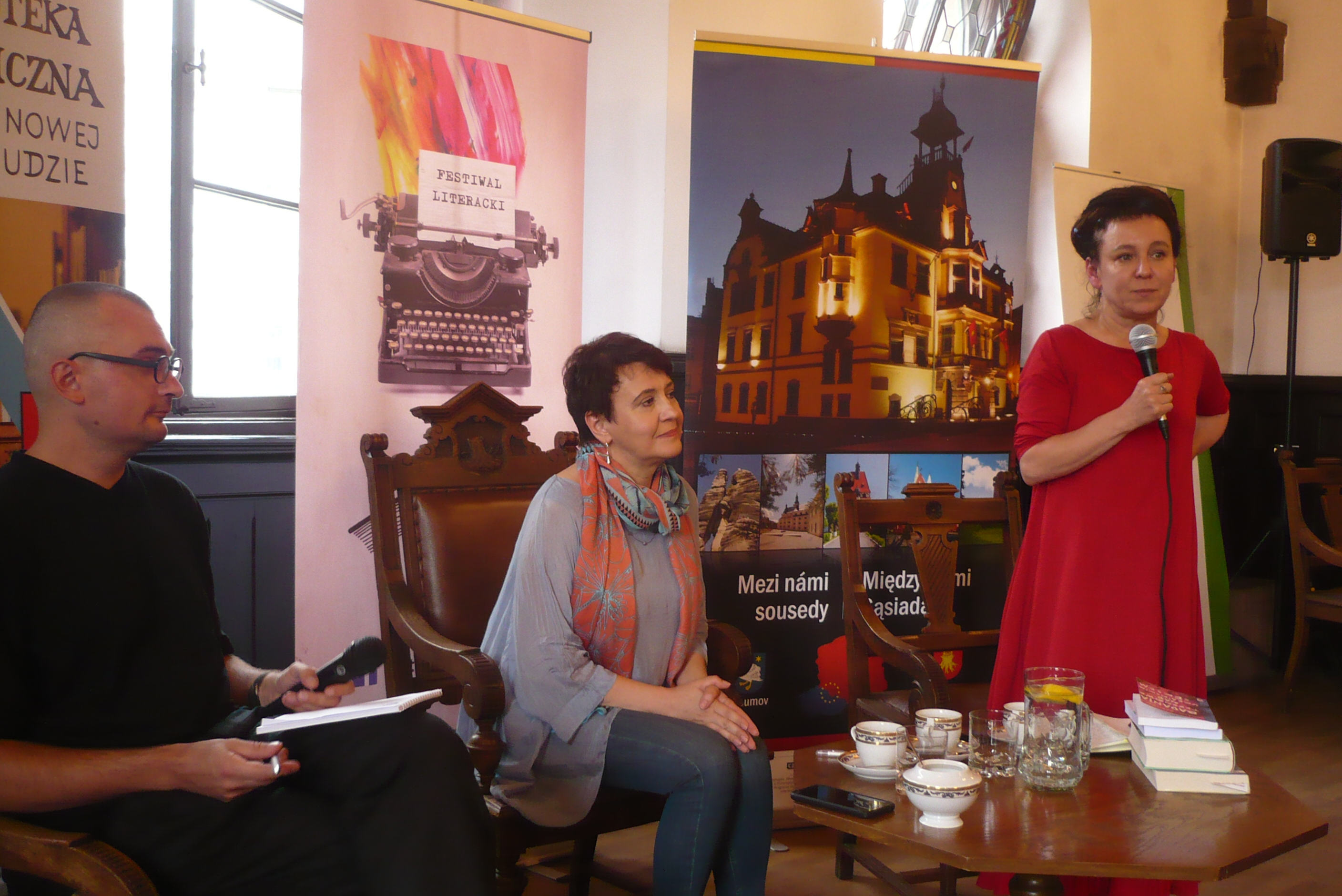
En 2018 avec Oksana Zaboujko.

### Romans
- Podróż ludzi Księgi (1993, littéralement : Voyage des gens du Livre), roman historique en forme de parabole sur un couple en quête du sens de la vie dans la France du 17e siècle.
- Prawiek i inne czasy (1996) Dieu, le temps, les hommes et les anges, traduit par Christophe Glogowski, Paris, Éditions Robert Laffont, coll. « Pavillons. Domaine de l'Est », 1998, 340 p.  (ISBN 978-2-221-08615-5)[16],[17],[18] ; réédition, Paris, Robert Laffont, coll. « Pavillons poche », 2019, 416 p.  (ISBN 978-2-221-24086-1)
- Dom dzienny, dom nocny (1998) Maison de jour, maison de nuit, traduit par Christophe Glogowski, Paris, Éditions Robert Laffont, coll. « Pavillons. Domaine de l'Est », 2001, 300 p.  (ISBN 2-221-09240-6)[19],[20],[21] ; nouvelle traduction par Maryla Laurent, Lausanne, Éditions Noir sur Blanc, 2021, 302 p.  (ISBN 978-2-88250-696-2)
- Anna In w grobowcach świata (2006, littéralement : Anna dans les tombeaux du monde)
- Bieguni (2007) - Prix Nike 2008 Les Pérégrins, traduit par Grażyna Erhard, Lausanne, Éditions Noir sur Blanc, coll. « Littérature étrangère », 2010, 380 p.  (ISBN 978-2-88250-241-4) ; réédition, Paris, Le Livre de poche no 36124, 2021, 539 p.  (ISBN 978-2-253-00012-9)[22],[5]

- Prowadź swój pług przez kości umarłych (2009, Littéralement: Conduisez votre charrue à travers les os des morts) – roman Sur les ossements des morts, traduit par Margot Carlier, Lausanne, Éditions Noir sur Blanc, coll. « Littérature étrangère », 2012, 298 p.  (ISBN 978-2-88250-260-5)[23] ; réédition, Paris, Libretto, coll. « Littérature étrangère » no 473, 2014, 281 p.  (ISBN 978-2-36914-115-0)
- Księgi Jakubowe (2014)[24],[25] Les Livres de Jakób, traduit par Maryla Laurent, Lausanne, Éditions Noir sur Blanc, 2018, 1040 p.  (ISBN 978-2-88250-525-5)  ; réédition, Paris, Le Livre de poche no 36122, 2021, 1216 p.  (ISBN 978-2-253-08009-1)
- Zgubiona dusza (2017, littéralement : Âme perdue)
- Le Banquet des Empouses (Les Éditions Noir sur Blanc, 2024) – Empuzjon – horror przyrodoleczniczy (2022, littéralement : « Empuzion – horreur de guérison naturelle »)  (ISBN 978-2-88250-866-9)

### Recueils de nouvelles
- Szafa (1997, littéralement : Garde-robe), recueil de trois nouvelles (reprises sous le titre de L'Armoire et autres nouvelles dans la version française du recueil suivant en 2023)
- Gra na wielu bębenkach (2001, littéralement : Il joue sur de nombreux tambours) Jeu de tambours et tambourins, traduit par Maryla Laurent, Lausanne, Éditions Noir sur Blanc, coll. « Littérature étrangère », 2023, 346 p.  (ISBN 978-2-88250-821-8) ; réédition, Paris, Le Livre de poche no 37900, 2025, 480 p.  (ISBN 978-2-253-25145-3)
- Ostatnie historie (2004) Récits ultimes, traduit par Grażyna Erhard, Lausanne, Éditions Noir sur Blanc, coll. « Littérature étrangère », 2007, 252 p.  (ISBN 978-2-88250-197-4) ; réédition, Paris, Le Livre de poche no 36129, 2021, 352 p.  (ISBN 978-2-253-00011-2)
- Opowiadania bizarne (2018)[26],[27] Histoires bizarroïdes, traduit par Maryla Laurent, Lausanne, Éditions Noir sur Blanc, coll. « Littérature étrangère », 2020, 192 p.  (ISBN 978-2-88250-657-3)

### Essais
- Lalka i perła (2001, littéralement : Poupée et perle), essai
- Moment niedźwiedzia (2012, littéralement : Le Moment de l'ours)

### Poésie
- Miasto w lustrach (1989, littéralement : La Ville en miroir), recueil de poèmes

### Autres publications

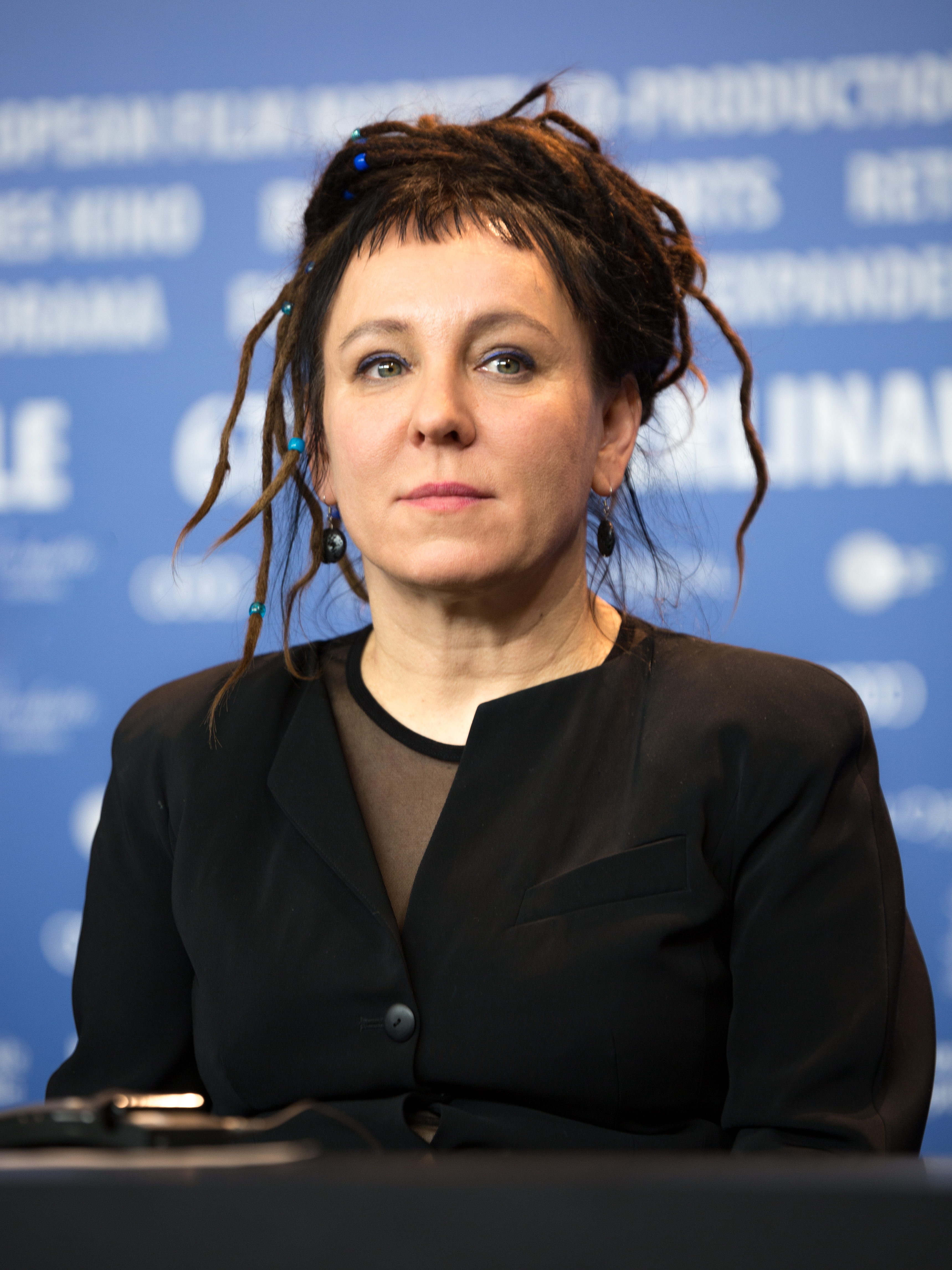
Olga Tokarczuk en 2017.

- E.E. (1995), texte sur une certaine Erna Eltzner
- Opowieści wigilijne (2000, littéralement : Contes de Noël), écrit en collaboration avec Jerzy Pilch et Andrzej Stasiuk
- Zielone dzieci (2016) - Petit conte philosophique  Les Enfants verts[28], traduit par Margot Carlier, Lille, Éditions La Contre Allée, coll. « Fictions d'Europe »[29], 2016, 96 p.  (ISBN 978-2-91781-750-6)

## Prix et récompenses
- Prix Nike 2008 pour Les Pérégrins[13]
- Prix du Vilenica International Literary Festival (en) 2013
- Prix Nike 2015 pour Les Livres de Jakób[7]
- Prix international Man Booker 2018 pour Flights (Les Pérégrins)[30]
- Prix Transfuge du meilleur roman européen 2018 pour Les Livres de Jakób[31]
- Prix Jan-Michalski de littérature 2018 pour Les Livres de Jakób[32]
- Prix Laure-Bataillon 2019 pour Les Livres de Jakób[33]
- Prix Nobel de littérature 2018 (décerné le 10 octobre 2019)[2]

### Nominations
- Prix Femina étranger pour Les Livres de Jakób[34]
- Prix international Man-Booker 2019 pour Sur les ossements des morts[30]
- National Book Awards for Translated Literature 2019 pour Sur les ossements des morts[30]